# 立水橋駅

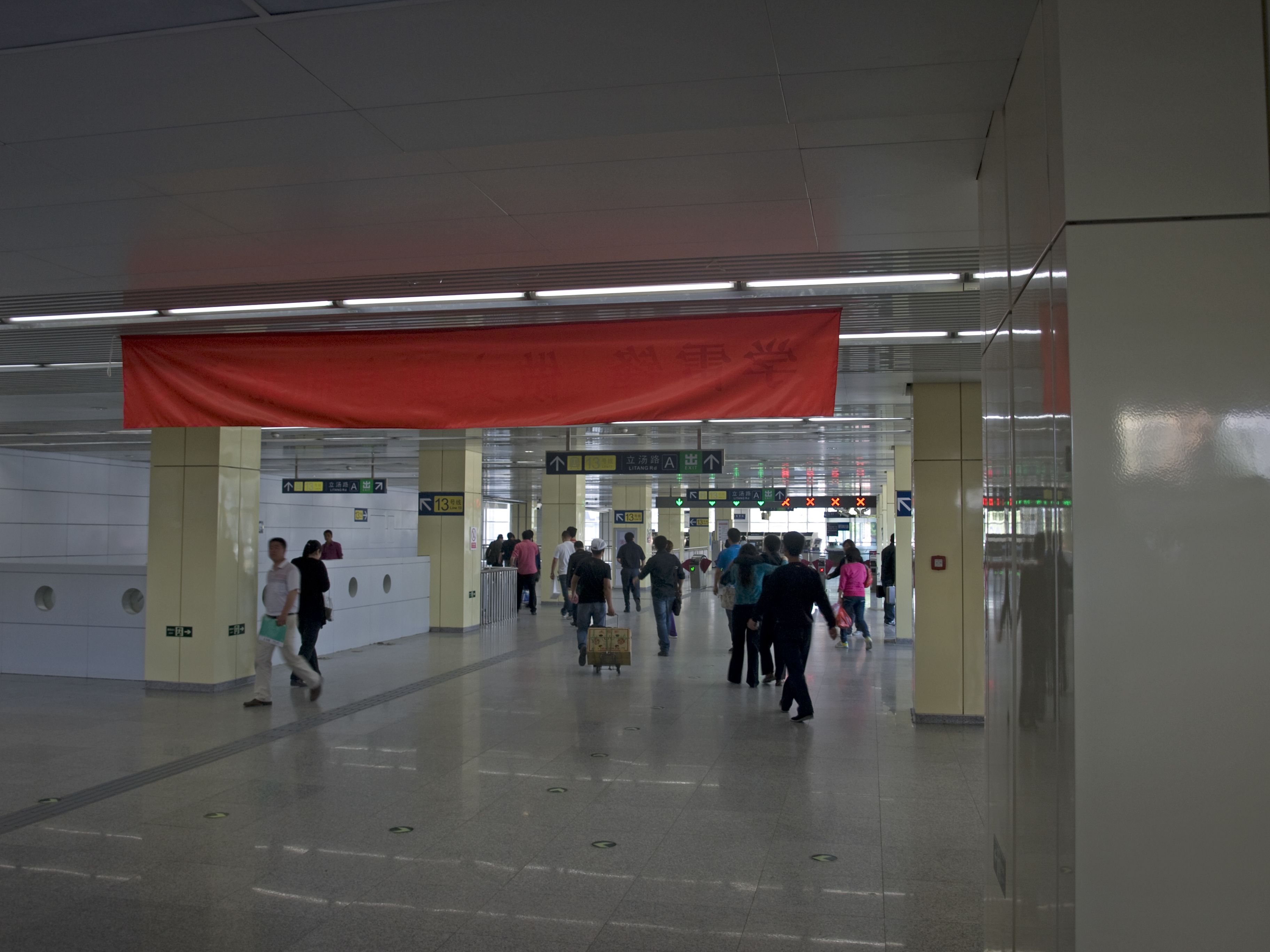

立水橋駅（りっすいきょうえき）は中華人民共和国北京市に位置する北京地下鉄5号線と13号線の駅。5号線の駅番号は非公開。13号線の駅番号は(1310)。

## 利用可能な鉄道路線
北京地下鉄
■5号線
■13号線

## 駅構造

### 5号線
相対式ホーム2面2線の地上駅。開業当初からホームドア設置。
| 5号線のりば | 相対式ホーム        |
| 5号線のりば | ←5号線 宋家荘方面   |
| 5号線のりば | 5号線 天通苑北方面→ |
| 5号線のりば | 相対式ホーム        |

### 13号線
相対式ホーム2面2線の高架駅。2015年現在もホームドア設置。
| 13号線のりば | 相対式ホーム       |
| 13号線のりば | ←13号線 西直門方面 |
| 13号線のりば | 13号線 東直門方面→ |
| 13号線のりば | 相対式ホーム       |

## 駅周辺
- 吉祥賓館
- 立水橋公園

## 歴史
- 2003年1月28日 - 13号線開業。
- 2007年10月7日 - 5号線開業。乗換駅となる。

## 隣の駅
北京地下鉄
■5号線
立水橋南駅 - 立水橋駅 - 天通苑南駅
■13号線
霍営駅 (1309) - 立水橋駅 (1310) - 北苑駅 (1311)
座標: 北緯40度03分05秒 東経116度24分20秒 / 北緯40.05137度 東経116.40559度